# Yakichiro Suma
Yakichiro Suma (Akita, 9 de septiembre de 1892-30 de abril de 1970) fue un diplomático japonés.

## Biografía
Nacido en Akita, se licenció en derecho por la universidad de Chuo en 1919. Ese mismo año se unió al Ministerio de Exteriores, comenzando su carrera diplomática. En 1933 fue nombrado Cónsul general en Nankín —entonces capital de China—, con el objetivo de negociar con el gobierno nacionalista de China. Desde su puesto, Suma apostó por atraer a China hacia la órbita japonesa y en este sentido llegó a mantener encuentros con el entonces primer ministro chino, el pro-japonés Wang Jingwei. Posteriormente sería nombrado consejero de la embajada japonesa en Washington D. C., y director de la oficina de información del Ministerio de Asuntos exteriores.
Tras el comienzo de la Segunda Guerra Mundial fue nombrado ministro plenipotenciario en la España franquista, donde Suma jugaría un destacado papel. Desde su puesto organizó y financió la llamada «Red Tō» (東機関), una red de espionaje japonesa formada por españoles que actuaba en los Estados Unidos. Suma también destacó por su afición al arte y por la enorme colección artística que logró amasar durante el tiempo que estuvo destinado en España. Llegó a formar parte de la Academia Breve de Crítica de Arte. Tras su regreso a Japón, en 1946 fue purgado por las autoridades de ocupación y expulsado del servicio público. Fue encarcelado, pero en 1948 sería puesto en libertad y posteriormente rehabilitado; en 1953 fue elegido miembro de la Cámara de Consejeros. Llegó a afiliarse en el Partido Liberal Democrático —que se había fundado por aquel entonces— y durante un tiempo formó parte de la comisión parlamentaria de Asuntos exteriores. También fue director de la sección japonesa de UNESCO.
Suma acabó donando parte de su gran colección de arte, algo más de 500 piezas de un total de casi 2000, al Museo de Arte de la Prefectura Nagasaki. Se desconoce el paradero actual del resto de su colección en España a excepción de una pequeña parte que fue intervenida por el Ministerio de Asuntos Exteriores en 1946, depositada en varios museos españoles, donde finalmente ingresarían algunos fondos, y otros fueron vendidos a Luis Nieto Antúnez, un colaborador de Suma.